# Municipi d'Älvsbyn
Älvsbyn (en suec: Älvsbyns kommun) és un municipi del Comtat de Norrbotten, al nord de Suècia. El seu centre administratiu està situat a Älvsbyn.

## Localitats
Hi ha quatre localitats (o àrees urbanes) al Municipi d'Älvsbyn:
| # | Localitat | Població |
| - | --------- | -------- |
| 1 | Älvsbyn   | 5,042    |
| 2 | Vidsel    | 569      |
| 3 | Korsträsk | 397      |
| 4 | Vistträsk | 258      |

El centre administratiu és en negreta

## Agermanaments
El Municipi d'Älvsbyn manté una relació d'agermanament amb les següents localitats:
- Fauske, Noruega
- Haapavesi, Finlàndia
- Montxegorsk, Rússia